# كأس السوبر السعودي المصري 2003
كأس السوبر المصري السعودي 2003 هو الموسم الثاني من كأس السوبر المصري السعودي.  

→ كأس السوبر المصري السعودي 2001

← كأس السوبر المصري السعودي 2018

## الفرق المتأهلة
| البلد    | تحديد مستوى                              | الفريق            |
| -------- | ---------------------------------------- | ----------------- |
| مصر      | الفائز في الدوري المصري الممتاز 2002–03  | نادي الزمالك      |
| السعودية | الفائز في الدوري السعودي الممتاز 2002–03 | نادي الاتحاد      |
| مصر      | الوصيف في كأس مصر 2002-2003              | النادي الإسماعيلي |
| السعودية | الفائز بكأس ولي العهد السعودي 2002-2003  | نادي الاتحاد      |

## المباريات

### كأس الملك فهد للأبطال
| نادي الاتحاد    | 1–0 (ب.و.إ.) | النادي الإسماعيلي |
| --------------- | ------------ | ----------------- |
| حمزة إدريس 112' |              |                   |

### كأس السوبر للرئيس مبارك
| نادي الزمالك                                 | 0–0 (ب.و.إ.) | نادي الاتحاد                                                        |
| -------------------------------------------- | ------------ | ------------------------------------------------------------------- |
|                                              |              |                                                                     |
| ركلات الترجيح                                |              |                                                                     |
| طارق السعيد · محمود محمود · يوسف · محمد صديق | 2–1          | صالح الصقري · عبد الله الواكد · رضا تكر · حمزة إدريس · الحسن اليامي |